# Jurko Prochasko

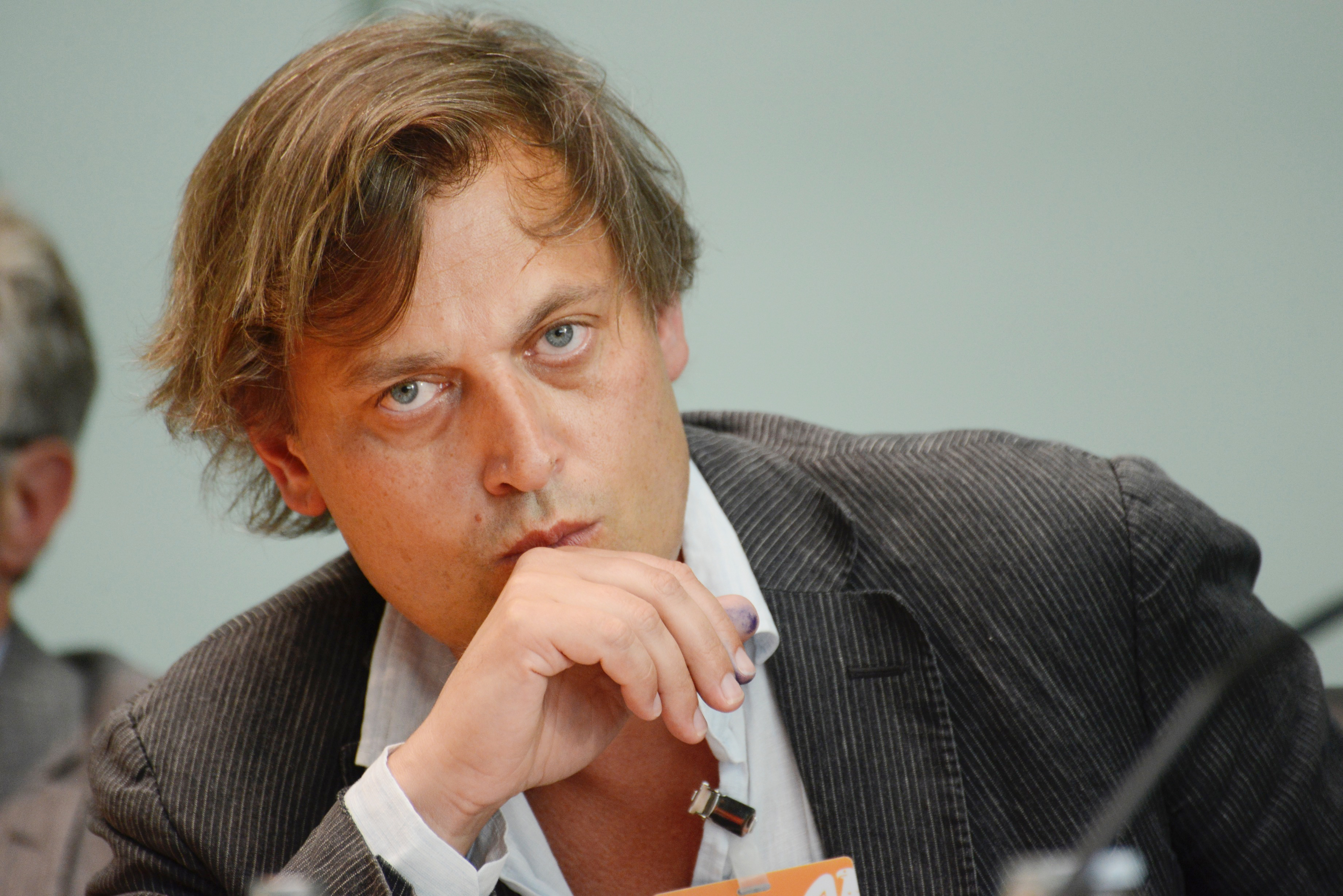
Jurko Prochasko

Jurij (Jurko) Bohdanowytsch Prochasko (ukrainisch Юрій Богданович Прохасько, wissenschaftl. Transliteration Jurij Bohdanovyč Prochasʹko; * 28. April 1970 in Iwano-Frankiwsk, Ukrainische SSR) ist ein ukrainischer Essayist, Germanist, Schriftsteller, Übersetzer und Psychoanalytiker.

## Leben
Jurko Prochasko wurde 1970 im westukrainischen Iwano-Frankiwsk, dem einstigen ostgalizischen Stanislau, geboren und ist der Bruder des Schriftstellers Taras Prochasko. Von 1987 bis 1992 studierte er Germanistik in Lemberg. Seit 1993 ist Prochasko als Literaturwissenschaftler am Institut für Literaturforschung der Ukrainischen Akademie der Wissenschaften in Lemberg tätig und arbeitet dort u. a. zur Galizien-Rezeption in der polnischen Literatur und Literaturwissenschaft. Ende der neunziger Jahre absolvierte er eine Ausbildung zum Psychoanalytiker im österreichischen Altaussee. 1999 gründete er die Ukrainische Übersetzer-Assoziation. Während der Orangen Revolution 2004 gehörte Prochasko zu den Aktivisten auf dem Kiewer Majdan. 2007 kuratierte er die Lemberg-Ausstellung im Jüdischen Museum Berlin. Stipendien und Forschungsaufenthalte führten ihn wiederholt nach Österreich und Deutschland, u. a. in das Künstlerhaus Villa Waldberta in München. 2011/12 weilte er als Fellow am Wissenschaftskolleg zu Berlin und 2014/15 als Visiting Fellow am Institut für die Wissenschaften vom Menschen (IWM) in Wien. 2010 wurde er zum Mitglied der Sächsischen Akademie der Künste berufen.
Aufmerksamkeit erregte die von der Johann-Wolfgang-Goethe-Universität Frankfurt, in Kooperation mit der Deutschen Akademie für Sprache und Dichtung und dem Hessischen Rundfunk, organisierte Veranstaltungsreihe „Bewegliche Territorien“, in der Prochasko mit Jurij Andruchowytsch, Serhij Schadan und Tanja Maljartschuk im Februar 2014 mit Hanne Kulessa die Lage und Perspektiven der Ukraine nach der Euromajdan-Revolution thematisierte. Prochasko gilt als ein wichtiger kultureller Vermittler zwischen der Ukraine und Deutschland, der sich aktiv für die Einbindung der Ukraine in Europa einsetzt.
In einem taz-Artikel im Juli 2022 von Klaus Englert über den Russisch-Ukrainischer Krieg wurde Prochasko mehrfach zitiert. Er beschreibt den russischen Urbizid nicht nur als physische Zerstörung von Wohnblocks und ziviler Infrastruktur, sondern auch als gezielte Vernichtung kultureller Einrichtungen wie Theater, Schulen und Bibliotheken. Diese Angriffe zielen darauf ab, das materielle und immaterielle Erbe zu zerstören, wodurch Nachbarschaften, städtische Atmosphären und kulturelle Eigenheiten unwiederbringlich verloren gehen. Prochasko betont, dass Wladimir Putin eine imperiale Vision verfolgt, die sich an historischen Vorbildern wie Iwan dem Schrecklichen orientiert. Obwohl kommunistische Ideale keine Rolle mehr spielen, sieht Putin das sowjetische Imperium als eine Fortsetzung des großrussischen Reiches. Die russische Strategie, Städte zu verändern und umzubenennen, erinnert Prochasko an die Zerstörung von Königsberg, heute Kaliningrad. Er sieht darin eine imperiale Ideologie, die durch Denkmäler wie jene für Lenin eine nostalgische Kontinuität herzustellen versucht. Prochasko kritisiert, dass Russland in die Vergangenheit blickt, während die Ukraine sich klar in Richtung Zukunft orientiert.
Prochasko schreibt für die in Lemberg auf Deutsch, Polnisch und Ukrainisch erscheinende liberal-demokratische Online-Zeitschrift Ji. Er lebt und arbeitet in Lemberg.

## Auszeichnungen
- 2008: Friedrich-Gundolf-Preis der Deutschen Akademie für Sprache und Dichtung für die Vermittlung deutscher Kultur im Ausland
- 2008 Österreichischer Staatspreis für literarische Übersetzung (Translatio)

## Aufsätze und Publikationen
- Lwow trzy eseje. Kraków 2005 (mit J. Izdryk und N. Sniadanko) ISBN 83-92045-03-3.
- Galizien-Bukowina-Express. Eine Geschichte der Eisenbahn am Rande Europas. Turia + Kant, Wien 2007, ISBN 978-3-85132-444-0. (Mit Alfred Pranzl, Taras Prochasko und Magdalena Blaszczuk).
- Mythos Czernowitz: Eine Stadt im Spiegel ihrer Nationalitäten. Potsdam 2008, ISBN 978-3-936168-25-9 (Mit Martin Pollack, Helmut Kusdat, Ioan C Lihaciu, Andrei Corbea-Hoisie und Gaby Coldewey).
- Der Mitteleuropäer. Abgesang auf den Nachbarn dazwischen und seine Neuerfindung. In: Christoph Bartmann (Hrsg.): Illusion der Nähe? Ausblicke auf die europäische Nachbarschaft von Morgen. Steidl, Göttingen 2011, ISBN 978-3-86930-371-0.

## Übersetzungen
Prochasko hat Werke von u. a. Gottfried Benn, Günter Eich, Catalin Dorian Florescu, Sigmund Freud, Martin Heidegger, Franz Kafka, Heinrich von Kleist, Robert Musil, Katja Petrowskaja, Joseph Roth, Friedrich Schleiermacher, Ingo Schulze und Iris Hanika ins Ukrainische übersetzt.